# Фергюссон, Роберт
Роберт Фергюссон (англ. Robert Fergusson; 5 сентября 1750, Эдинбург — 16 октября 1774, там же) — шотландский поэт-лирик. Многие из его дошедших до нас стихов печатались с 1771 года в Еженедельном журнале Уолтера Руддимана, а собрание сочинений было впервые опубликовано в начале 1773 года. Несмотря на короткую жизнь, его карьера оказала большое влияние, особенно на Роберта Бёрнса.

## Жизнь и творчество
Роберт Фергюссон родился в Кэп-энд-Фезер-Клоуз. Его родители, Уильям и Элизабет были родом из Абердиншира. Он был третьим из трёх оставшихся в живых детей. Фергюссон получил формальное образование в средней школе города, а затем в средней школе Данди. В сентябре 1765 года он поступил в Сент-Эндрюсский университет. Ему преподавал риторику Роберт Уотсон, профессор логики, чьи лекции касались английской литературы. Он преуспел в математике под руководством Уильяма Уилки.  
Бросив учёбу на медицинском и теологическом факультетах, работал писцом в адвокатской конторе. Разрушив своё здоровье пьянством, скончался в результате несчастного случая в психиатрической лечебнице.
Его стихотворения, написанные на шотландском диалекте, дают живые, полные юмора, зарисовки городского быта Эдинбурга („Auld Reikie“). Рядом стоят его полные тепла стихотворения о животных и гармонизированное изображение крестьянской жизни в „The Farmer's Ingle“. Поэзия Фергюссона была предметом для подражания его знаменитого младшего соотечественника Роберта Бёрнса. Столь короткая, полная загадочных событий и поворотов, жизнь Фергюссона послужила основанием для позднейших поколений литературных критиков причислять его к „poetes maudit“ («проклятым поэтам») XVIII века.